# 利加里什
利加里什是葡萄牙布拉干萨区的一个堂区。总面积46.91平方公里，总人口520人，人口密度11.1人/平方公里。